# Aleksej Kolesov
Aleksej Kolesov (født 27. september 1984) er en kasakhisk professionel cykelrytter, som har cyklet for det professionelle cykelhold Astana Team.